# 20 Aquarii
20 Aquarii, som är stjärnans Flamsteed-beteckning, är en ensam stjärna belägen i den mellersta delen av stjärnbilden Vattumannen. Den har en skenbar magnitud på 6,38 och kräver åtminstone en handkikare för att kunna observeras. Baserat på parallaxmätning inom Hipparcosuppdraget på ca 15,3 mas, beräknas den befinna sig på ett avstånd på ca 213 ljusår (ca 65 parsek) från solen. Den rör sig närmare solen med en heliocentrisk radiell hastighet på ca -23 km/s och beräknas kunna vara på ett avstånd från solen på 110 ljusår om ca 1,9 miljoner år. 

## Egenskaper
20 Aquarii är en gul till vit stjärna i huvudserien av spektralklass F0 V. (Cowley and Fraquelli klassade den 1974 som F0 III.) Den misstänks vara en kemiskt speciell Am-stjärna enligt metallinjer i dess spektrum. Den har en massa som är ca 1,5 gånger större än solens massa, en radie, som är ca 2,1 gånger större än solens och utsänder från dess fotosfär ca 9 gånger mera energi än solen vid en effektiv temperatur av ca 7 300 K.